# 罗卜藏衮布 (喀尔喀左翼)
罗卜藏衮布（17世纪？—1707年），博尔济吉特氏，喀尔喀蒙古人物，清朝蒙古王公，札薩克圖汗部的台吉硕垒乌巴什之孙，衮布伊勒登长子。
康熙四年（1665年），罗卜藏衮布与弟弟达尔玛达喇等率众投附清朝，授二等台吉。康熙二十一年（1682年），衮布伊勒登去世，罗卜藏衮布承袭札萨克多罗贝勒（喀尔喀左翼旗）。康熙二十九年（1690年），以准噶尔汗国噶尔丹侵扰喀尔喀各部，康熙帝命他备兵汛地，侦察防御噶尔丹。康熙三十五年（1696年），奉命率本部兵马随军西征噶尔丹。